# Ágnes Kocsis
Dans le nom hongrois Kocsis Ágnes, le nom de famille précède le prénom, mais cet article utilise l’ordre habituel en français Ágnes Kocsis, où le prénom précède le nom.
Ágnes Kocsis, née en 1971 à Budapest (Hongrie), est une réalisatrice et scénariste hongroise.

## Filmographie

### Réalisatrice
- 2000 : Szortírozott levelek (court métrage)
- 2003 : 18 kép egy konzervgyári lány életéböl (court métrage)
- 2005 : A vírus (court métrage)
- 2006 : Friss levegő
- 2010 : Adrienn Pál (Pál Adrienn)
- 2020 : Éden

## Récompenses et distinctions
- Brussels Film Festival 2006 : prix Golden Iris du meilleur film pour Friss levegő
- Festival de Cannes 2010 : prix FIPRESCI de la section Un certain regard pour Adrienn Pál
- Prix Béla Balázs en 2011